# Rosen (Adelsgeschlecht)
Rosen ist der Name eines alten deutsch-baltischen Adelsgeschlechts, das dem livländischen Uradel entstammt. Zweige der Familie leben heute vor allem in Deutschland, Schweden, Frankreich, Österreich, Polen, USA, Kanada, Brasilien und Australien.
Das Geschlecht ist nicht zu verwechseln mit der Familie gleichen Namens aus Vorpommern (1617), das zunächst in Estland auftrat und dessen Nachkommen heute in Kanada und Portugal leben, sowie mit dem aus Lüttich stammenden Geschlecht de Rosen (1680).
Ebenfalls ist das Geschlecht Rosen nicht mit den von Rosen aus dem Haus Kaiserlitz auf Rügen, ein späterer Vertreter hier war Gottlieb von Rosen, beginnend mit Andreas (von) Rose(n) im Jahr 1662 in Stralsund und dessen Nachkommen heute in Deutschland, Dänemark und Schweden leben und früh höherer Offiziere für ihre Landesherrn stellten, verwandt. Auch wenn letztere Familie ein identisches Wappen wie die livländischen Rosen führt, besteht zwischen den beiden Familien wie auch mit den beiden anderen Familien keine Stammverwandtschaft.

## Geschichte
Das Geschlecht erscheint urkundlich erstmals am 8. September 1282 mit Otto et Waldemarus fratres, noch ohne den Familiennamen. 1288 wird Woldemar als Dominus de Rosen in Riga und am 17. Juli 1291 Ottone dicto Rosen in Ribe, Jütland, urkundlich genannt. Gleichzeitig sind beide Brüder in Livland Vasallen des Erzbischofs von Riga sowie in Estland Vasallen und Räte des Königs von Dänemark. Die Stammreihe der heutigen Nachkommen des Geschlechts beginnt mit Ritter Woldemar von Rosen 1282.
Verschiedene Glieder der Familie erfuhren eine Hebung in höhere Adelsstände:
- 1680 Grafenstand für Conrad von Rosen († 1715), den späteren Maréchal de France im Elsass.
- 31. März 1693 Reichsfreiherrenstand für Georg Gustav von Rosen († 1737) durch Kaiser Leopold I.
- 14. Juni 1731 schwedischer Freiherrnstand für den späteren schwedischen Reichsrat Gustav Friedrich von Rosen († 1769).[6]
- 21. November 1751 schwedischer Grafenstand für den eben genannten.

## Wappen
Das Stammwappen zeigt in Gold drei rote Rosen (2:1) auf goldenem Grund, auf dem Helm mit Krone und rot-goldener Decke ein sechsfedriger Pfauenstoß, beseitet von zwei anspringenden silbernen Hermelinen.

## Namensträger

### Schwedische Linie

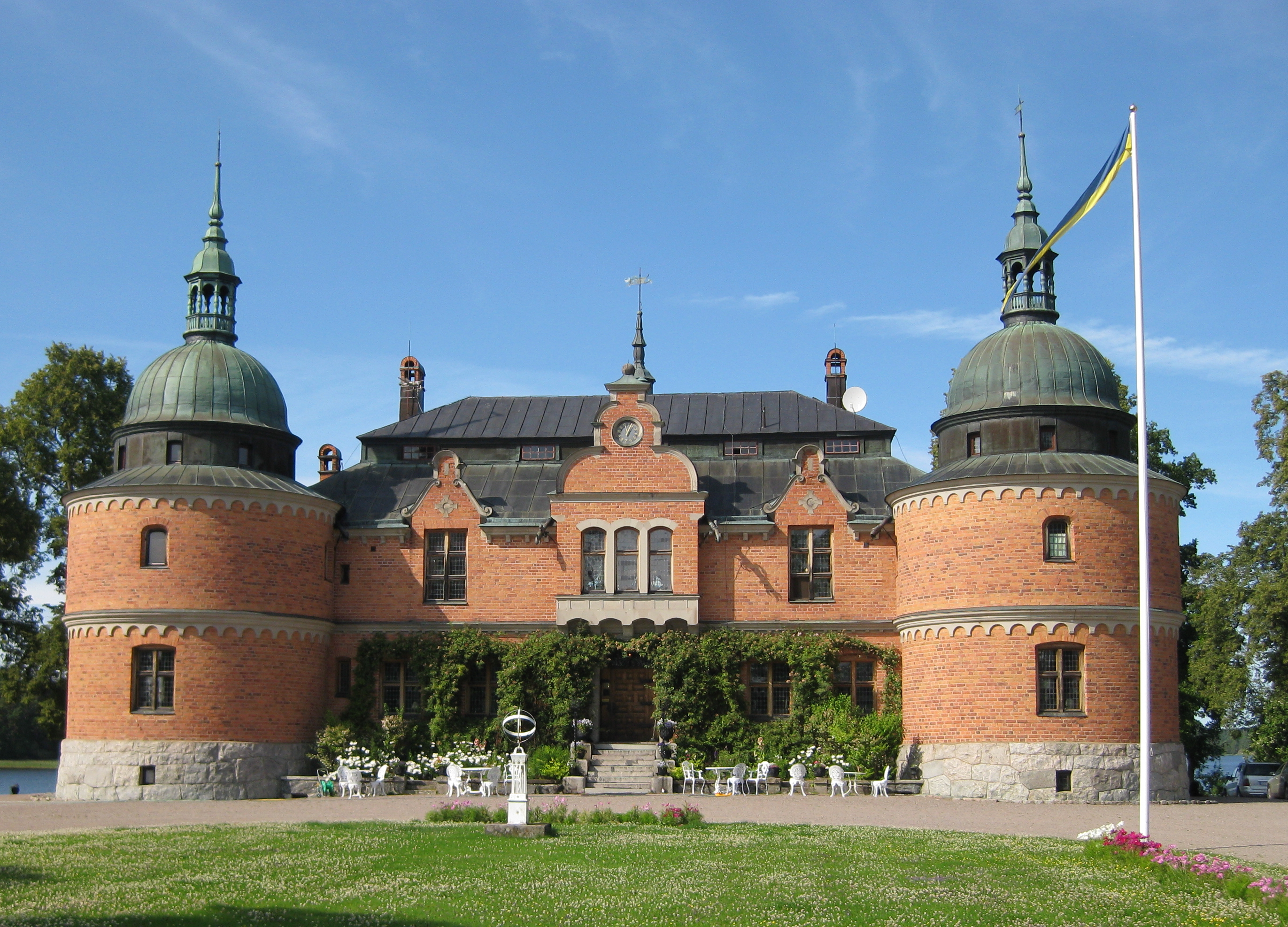
Schloss Rockelstad

- Birgitta Gräfin von Rosen (Birgitta Wolf) (1913–2009), schwedisch-deutsche Publizistin und Gefangenenbetreuung
- Carl Gustaf Graf von Rosen (1909–1977), Pilot für humanitäre Hilfe (u. a. Biafra)
- Eric Graf von Rosen (1879–1948), Naturforscher und Völkerkundler
- Georg Graf von Rosen (1843–1923), Maler
- Hans Graf von Rosen (1888–1952), Springreiter und zweifacher Olympiasieger
- Clarence von Rosen, (1867–1955) schwedisches IOC-Mitglied
- Clarence von Rosen Jr. (1903–1933), schwedischer Reiter, Bronzemedaillengewinner bei den Olympischen Spielen 1932
- Maud von Rosen-Engberg (1902–1988), schwedische Bildhauerin und Autorin
- Maud von Rosen (* 1925), Dressurreiterin, Bronzemedaillengewinnerin bei den Olympischen Spielen 1972

### Livländische Linie
- Alexander von Rosen (Generalmajor) (1780–1833), russischer Generalmajor
- Alexander von Rosen (1930–2014), deutscher Schauspieler
- Alexei von Rosen (1811–1879), russischer Generalmajor
- Andreas Hermann Heinrich von Rosen (1800–1884), russischer Offizier und Teilnehmer am Dekabristenaufstand
- Conrad Graf von Rosen (1628–1715), Maréchal de France
- Claus von Rosen (* 1943), deutscher Offizier und Prof. für Militärdidaktik
- Erich Dietrich von Rosen (General) (1650–1701), deutschbaltischer General
- Erich Dietrich von Rosen (Ritterschaftshauptmann) (1689–1735), estländischer Ritterschaftshauptmann
- Friedrich von Rosen (1767–1851), russischer Generalleutnant
- Friedrich von Rosen (1834–1902), russischer Mineraloge
- Georg von Rosen (1800–1860), russischer Dichter
- Georg Andreas von Rosen (1781–1841), russischer General
- Georg Gustav Reichsfreiherr von Rosen (1645–1737), russischer General
- Georg Andreas von Rosen (1782–1841), russischer General der Infanterie
- Gustav Friedrich Graf von Rosen (1688–1769), schwedischer General und Reichsrat
- Johann „Hans“ Otto Baron von Rosen (1870–1945), livländischer Landespolitiker, Mitglied der Russischen Reichsduma und des Reichsrates sowie livländischer Landrat
- Hans Freiherr von Rosen (1900–1999), Bundessprecher der Landsmannschaft Weichsel-Warthe (1959–1969 und 1977–1981)
- Karl Gustav Freiherr von Rosen (1706–1772), königlich-preußischer Generalmajor
- Luise Margarethe (Francoise) Gräfin von Rosen (1670–1746), Abtissin der Visitation de Nancy
- Otto von Rosen (* nach 1650; † 14. April 1715), sächsischer Generalmajor
- Reinhold von Rosen (1605–1667), französischer Marschall
- Reinhold Carl Marquis de Bollweiler Graf von Rosen (1666–1744), französischer General
- Roman Romanowitsch Baron von Rosen (1847–1921), russischer Diplomat und Mitglied des Reichsrates
- Rüdiger Freiherr von Rosen (* 1943), Betriebswirt und Hochschullehrer
- Viktor Romanowitsch Baron von Rosen (1849–1908), russischer Orientalist
- Woldemar von Rosen (General, 1742) (1742–1790), russischer Generalleutnant
- Woldemar von Rosen (General, 1810) (1810–1868), russischer Generalleutnant (1741–1790), russischer Generalleutnant
- Richard von Rosen (1922–2015), deutscher Generalmajor
- Léon de Rosen (1912–2004), Commandeur de la Légion d’honneur